# سان مارتین (متا)
سان مارتین (متا) (به اسپانیایی: San Martín, Meta) یک سکونتگاه مسکونی در کلمبیا است که در بخش متا واقع شده‌است.